# Dinorwig kraftverk
Dinorwig kraftverk är ett vattenkraftverk i nationalparken Snowdonia i norra Wales. Bygget startade 1974 och stationen invigdes 1984.

## Pumpkraftverk
Under de delar av dygnet när elförbrukningen är låg i Storbritannien används kraftverket till att pumpa upp vatten till den reservoar som under högförbrukning driver kraftverket. Reservoaren har kapacitet att driva verket på full effekt i 6 timmar.